# Collins Crime Club
Collins Crime Club est une maison d'édition britannique spécialisée dans les romans policiers appartenant à William Collins, Sons. Fondée le 6 mai 1930, elle ferme en avril 1994.
La renommée du Collins Crime Club tient probablement à celle de ses auteurs, en tête la « Reine du Crime » Agatha Christie.

## Histoire
Collins Crime Club n'était pas un club à proprement parler, car les clients n'étaient pas obligés d'acheter. Ils laissaient leur nom et adresse et recevaient chaque trimestre un catalogue des nouveautés. L'objectif de Collins Crime Club était de publier trois nouveaux romans chaque premier lundi du mois. Les livres étaient supposément choisis par un panel d'expert, un des trois était marqué Sélection et les deux autres Recommandé.
Durant la Seconde Guerre mondiale, le papier se fait plus rare. Le nombre de livres publiés baisse drastiquement et ceux-ci ont moins de pages grâce à l'utilisation d'une police de caractère plus petite. De plus, le papier utilisé est de moins bonne qualité. En 1946, seuls 16 livres sont édités.
En 1990, sa société mère William Collins, Sons fusionne avec Harper & Row pour former HarperCollins. La directrice du Collins Crime Club, Elizabeth Walter, parvient à garder la maison en fonctionnement jusqu'à sa retraite en 1994. Le dernier titre est publié en avril 1994.